# Iligan
Iligan é uma cidade de primeira classe de renda da cidade na província Mindanao Setentrional, nas Filipinas. De acordo com o censo de 1 maio  de  2020 possui uma população de 363 115 pessoas e 87 239 domicílios.